# Charopinopsis quaternia
Charopinopsis quaternia är en kräftdjursart som först beskrevs av C. B. Wilson 1935.  Charopinopsis quaternia ingår i släktet Charopinopsis och familjen Lernaeopodidae. Inga underarter finns listade i Catalogue of Life.